# Psychische Entwicklung
Die psychische Entwicklung des Individuums meint heute „die geordnete (regelhafte), gerichtete und längerfristige Veränderung des Erlebens und Verhaltens über die gesamte Lebensspanne.“ Um also von Entwicklung sprechen zu können, müssen die Veränderungen über eine Zeit hinweg anhalten; nicht gemeint sind kurzfristige Veränderungen der Befindlichkeit oder abrupt eintretende Veränderungen (wie zum Beispiel Unfälle). Vielfach treten Entwicklungsprozesse in Abhängigkeit vom Lebensalter auf. Spätere Veränderungen sind auf frühere Entwicklungsschritte bezogen.
Entwicklung – auch psychische Entwicklung – ist kein einheitliches Phänomen, sondern es lassen sich Entwicklungsbereiche – mit zum Teil unterschiedlichen Entwicklungsverläufen – unterscheiden, z. B. kognitive Entwicklung und die Entwicklung der Intelligenz, emotionale und moralische Entwicklung, die Entwicklung der Sprache, die des Selbstkonzepts und der Persönlichkeit, die Entwicklung der Geschlechtstypisierung und die der sozialen Beziehungen. In der Psychologie befasst sich – neben anderen Bereichen – besonders die Entwicklungspsychologie mit solchen Themen.

## EntwicklungundEntwicklungspsychologie
Die Entwicklungspsychologie geht heute davon aus, dass psychische Entwicklung ein lebenslanger Prozess ist. Sowohl das Wachstum als auch der Abbau von Fähigkeiten ist möglich, und die Dynamik der psychischen Entwicklung kann erheblich zwischen verschiedenen Entwicklungsbereichen wie auch innerhalb desselben Bereichs variieren; es kann im gleichen Zeitraum eine Zunahme, eine Abnahme und eine Konstanz von Fähigkeiten geben. Schließlich ist Entwicklung über die gesamte Lebensspanne „plastisch“, wenn die Plastizität im Alter auch wahrscheinlich abnimmt. Und Entwicklung ist eingebettet in Kontexte; das können normative altersgebundene Einflüsse sein (zum Beispiel Pubertät oder Pensionierung), normative historisch-kulturelle (wie Globalisierung oder politische Revolutionen), oder auch nichtnormative Einflüsse (wie Krankheit, Arbeitsplatzverlust oder die Entscheidung, sich vom Partner zu trennen). Menschen sind – innerhalb gegebener Grenzen – immer Mitgestalter ihrer Entwicklung.

## Theorien zur psychischen Entwicklung
Es gibt eine große Zahl an einflussreichen Theorien, die sich mit der psychischen Entwicklung des Menschen befassen. Einer der historisch frühesten Ansätze ist die psychoanalytische Theorie Sigmund Freuds. Sie geht davon aus, dass der Mensch in seiner Entwicklung eine Reihe von Phasen durchläuft, in denen er sich mit psychosozialen bzw. psychosexuellen Konflikten auseinandersetzen muss, deren Lösungen die Entwicklung vorantreiben. Laut der klassischen Psychoanalyse muss das Ich versuchen, zwischen den Anforderungen des Es, die auf (sofortige) Triebbefriedigung abzielen, und denen des Über-Ich, das für die internalisierten Normen der Gesellschaft steht, zu vermitteln. Die psychoanalytische Konzeption von Erikson stellt im Stufenmodell der psychosozialen Entwicklung die Identitätsentwicklung in den Mittelpunkt.
Lerntheorien betonen die Bedeutung der Umwelt setzen auf den Effekt der Verstärkung, um Verhalten zu steuern. Beim klassischen Konditionieren (Behaviorismus) wird eine bereits im Verhaltensrepertoire vorhandene Reiz-Reaktions-Verbindung genutzt und mit einem neuen Auslösereiz gekoppelt. Das operante Konditionieren bezieht sich auf Fälle, in denen es noch keine feste Reiz-Reaktions-Verbindung gibt. Beim Beobachtungslernen werden soziale, kognitive und motivationale Aspekte integriert.
Konstruktivistische Ansätze setzen darauf, dass der Mensch sich seine Umwelt aktiv erschließt, sie auf seine Art wahrnimmt und interpretiert; er konstruiert also sein Bild von der Welt. Konstruktivistische Theorien beruhen u. a. auf der Theorie der kognitiven Entwicklung von Jean Piaget. Sie sieht vier Entwicklungsstufen vor: die sensomotorische, die präoperationale, die konkret-operationale und die formal-operationale Phase.
Soziokulturelle und ökologische Theorien betonen die Bedeutung der Entwicklungsumwelten und sehen Entwicklung als Ergebnis von Erfahrungen in sozialen Kontexten, Beziehungen und Interaktionen. Die bekannteste dieser Theorien ist der ökosystemische Ansatz nach Bronfenbrenner.
Handlungstheoretische Ansätze gehen davon aus, dass die Entwicklung durch bestimmte Aufgaben bzw. durch Tätigkeit gefördert wird. Durch das Setzen und Verfolgen von Zielen können Menschen ihre Entwicklung steuern. Der handlungstheoretische Ansatz wird vor allem für Entwicklungsprozesse im höheren Alter genutzt. 
Informationsverarbeitungsansätze beschreiben die Informationsverarbeitung durch das kognitive System des Menschen. Bei der Anwendung dieser Ansätze auf Entwicklung geht es um Veränderungen der Fähigkeiten zur Informationsverarbeitung im Laufe der Entwicklung des Individuums. Hier geht es auch um die Entwicklung des Gedächtnisses.
Bisher gibt es keine übergreifende und allgemein anerkannte Theorie der (psychischen) Entwicklung.